# 全国防衛委員 (ナチ党)
全国防衛委員 （ぜんこくぼうえいいいん ドイツ語: Reichsverteidigungskommissar）又は、国家防衛委員（こっかぼうえいいいん）は、第二次世界大戦下のナチス・ドイツにおいて設置された国防機関である。総統アドルフ・ヒトラーの指令に基づいて、1939年9月1日の法令により実施された。

## 概要
ナチス・ドイツにおける戦時体制下での活動は、全国防衛委員によって統制されていれた。任命された各地の全国防衛委員長官は担当地域の軍管区（Wehrkreis）の司令官たちと連携しつつ、ナチズムのイデオロギーによる文民統制を確立することになっていた。したがって、彼らは国防に関して、軍管区のみならず各地の大管区などの政治当局に指示を出す権力を有していた。全国防衛委員は、空襲に対する防空体制の指導や、戦闘地域からの住民の避難を担当していた。防衛委員長官は内務相の監督下にあり、全国防衛大臣評議会が設けられていた。

### 全国防衛委員一覧
1939年9月1日の発足後、以下の大管区指導者が全国防衛委員長官に任命された。
| 軍管区                       | 本部               | 画像 | 全国防衛委員長官                                                                                        |
| ---------------------------- | ------------------ | ---- | --- |
| 第1軍管区（Wehrkreis I）     | ケーニヒスベルク   |      | エーリヒ・コッホ 東プロイセン大管区指導者及び州総督                                                     |
| 第2軍管区（Wehrkreis II）    | シュテティーン     |      | フランツ・シュヴェーデ（de） ポンメルン大管区指導者及び州総督                                           |
| 第3軍管区（Wehrkreis III）   | ベルリン           |      | エミール・シュテュルツ（de） マルク・ブランデンブルク大管区指導者及びベルリン・ブランデンブルク州総督   |
| 第4軍管区（Wehrkreis IV）    | ドレスデン         |      | マルティン・ムッチュマン（de） ザクセン大管区指導者及び州総督                                           |
| 第5軍管区（Wehrkreis V）     | シュトゥットガルト |      | ヴィルヘルム・ムア（de） ヴュルテンベルク＝ホーエンツォレルン大管区指導者及び国家代理官                 |
| 第6軍管区（Wehrkreis VI）    | ミュンスター       |      | ヨーゼフ・テアボーフェン エッセン大管区指導者及びライン州総督                                           |
| 第7軍管区（Wehrkreis VII）   | ミュンヘン         |      | アドルフ・ワーグナー ミュンヘン＝オーバーバイエルン大管区指導者及びバイエルン州内相                     |
| 第8軍管区（Wehrkreis VIII）  | ブレスラウ         |      | ヨーゼフ・ワーグナー（de） シュレージエン大管区指導者及び州総督                                         |
| 第9軍管区（Wehrkreis IX）    | カッセル           |      | フリッツ・ザウケル テューリンゲン大管区指導者及び国家代理官                                             |
| 第10軍管区（Wehrkreis X）    | ハンブルク         |      | カール・カウフマン ハンブルク大管区指導者及び国家代理官                                                 |
| 第11軍管区（Wehrkreis XI）   | ハノーファー       |      | ルドルフ・ヨルダン（de） マクデブルク＝アンハルト大管区指導者及びブラウンシュヴァイク・アンハルト州総督 |
| 第12軍管区（Wehrkreis XII）  | ヴィースバーデン   |      | ヤーコブ・シュプレンガー（de ヘッセン＝ナッサウ大管区指導者及び国家代理官                               |
| 第13軍管区（Wehrkreis XIII   | ニュルンベルク     |      | アドルフ・ワーグナー（兼任）                                                                            |
| 第17軍管区（Wehrkreis XVII） | ウィーン           |      | ヨーゼフ・ビュルケル ウィーン帝国大管区指導者                                                           |
| 第18軍管区（Wehrkreis XVIII  | ザルツブルク       |      | フリードリヒ・ライナー（de） チロル＝フォアアールベルク大管区指導者及びケルンテン国家代理官             |

## 1942年以降の改訂
1939年9月1日の法令では、軍管区が各地の大管区や州の区域と重なっていたので、担当地域の改訂が何度か行われた。また、防衛委員長官に任命されていない大管区指導者との対立が問題化したため、1942年11月16日に「全国防衛委員会と経済管理の統一に関する条例」が新たに布告され、各地の大管区指導者を全国防衛管区指導者（Reichsverteidigungsbezirken : RVB）に任命することでこの問題を解消させた。これにより、大管区指導者は全国防衛委員長官と同等の権利を有し、全国防衛管区は最終的に43区となった。

## 大戦末期の状況
戦争が最終局面になると、全国防衛委員は州当局や大管区における党の影響力の拡大に大きく貢献した。全国防衛委員の権力は、ヨーゼフ・ゲッベルスが総力戦の一環として策定した「総力戦における全国防衛委員への全権委任」によって一層強化された。これらの指導は、殆ど軍事的なものより政治的・思想的手段となっていた。